# Златне руке Бруса
Златне руке Бруса је манифестација у Брусу, на којој се представљају традиционална јела, рукотворине и сувенири.
Манифестација се организује у оквиру манифестације „Дани Преображења”, у организацији Туристичке организација општине Брус од 1997. године.
Сваке године у главној улици Бруса, 19. августа, организатор са излагачима угости велики број такмичара и удружења из целе Србије. Циљ ове манифестације је да бројним туристима и мештанима представи традиционална јела поткопаоничког краја, изворно стваралаштво и укупну туристичку понуду општине Брус.
Иначе Туристичка организација општине Брус је четвороструки победник у Србији, у припреми старих јела и двоструки свеукупни победник републичке манифестације „Златне руке Србије”.   